# Voltaire
François-Marie Arouet (tiếng Pháp: [fʁɑ̃.swa ma.ʁi aʁ.wɛ]; 21 tháng 11 năm 1694 – 30 tháng 5 năm 1778), được biết đến nhiều hơn dưới bút danh Voltaire (/voʊlˈtɛər/; tiếng Pháp: [vɔl.tɛːʁ]; phiên âm tiếng Việt: Vôn-te), là một nhà văn, sử gia và triết gia Pháp thời Khai sáng. Ông nổi bật về sự trào phúng và cứng rắn đả kích chế độ nô lệ, Giáo hội Công giáo và Ki-tô giáo nói chung, cũng như việc cổ súy tự do tôn giáo, tự do ngôn luận và việc tách giáo hội ra khỏi nhà nước.
Voltaire là một cây viết phong phú, với nhiều sáng tác thuộc hầu hết mọi thể loại văn học từ kịch, thơ, tiểu thuyết, luận văn tới các công trình sử học và khoa học. Ông đã viết hơn 2000 đầu sách lớn nhỏ cùng 20.000 bức thư. Ông công khai ủng hộ các quyền tự do dân sự mặc dù chế độ kiểm duyệt thời đó rất gay gắt. Là một tay bút chiến hóm hỉnh, ông thường sử dụng các tác phẩm của mình để đả kích sự hà khắc và giáo điều của nhà nước và giáo hội Pháp thời ông sống.

## Tiểu sử
Voltaire sinh năm 1694 tại thủ đô Paris ra trong một gia đình cha là một quan chức thuế và mẹ là quý tộc dòng dõi. Ông được giáo dục bởi các giáo sĩ dòng Tên, được học tiếng Hy Lạp và tiếng La Tinh. Sau này ông còn thành thạo các tiếng Anh, Ý và Tây Ban Nha. Ông ban đầu làm thư ký rồi sau chuyển hẳn sang nghiệp viết. Ông chủ yếu viết văn thơ chỉ trích xã hội đương thời và do vậy bị đày sang Anh Quốc, nơi ông chịu nhiều ảnh hưởng và sau ba năm đi đày ông đã viết Lettres philosophiques (Những lá thư triết học về nước Anh).

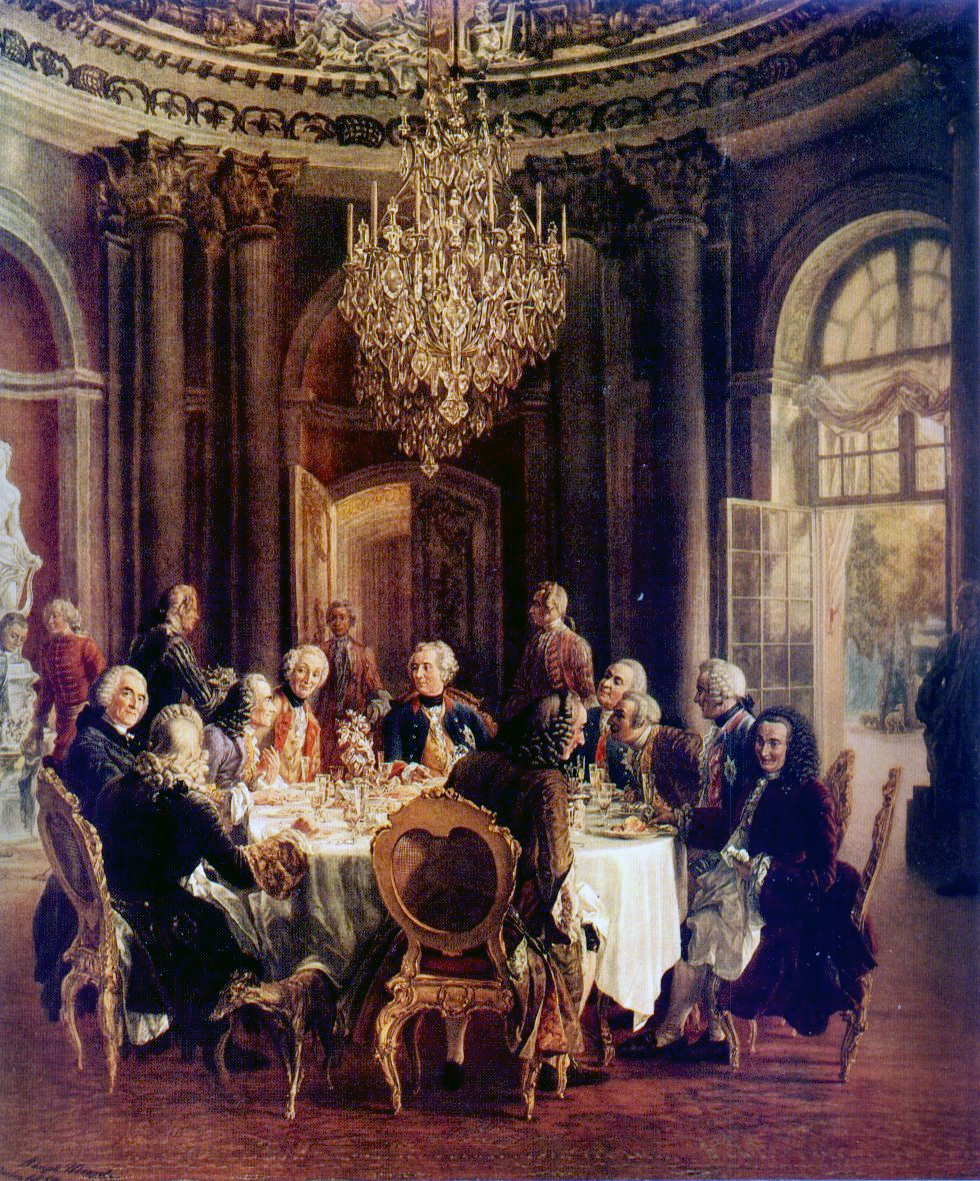
Bữa ăn của Voltaire, vua Phổ Friedrich II và những thành viên viện Hàn lâm Khoa học Berlin.

Về Pháp ông ở tại lâu đài Château de Cirey tại mạn biên giới giữa vùng Champagne và Lorraine. Chính nơi đây ông bắt đầu quan hệ với Émile của Châtelet, vợ của người chủ lâu đài. Voltaire cùng bà nữ hầu tước này đã sưu tập nhiều sách vở tài liệu và cùng nhau nghiên cứu chúng lại cùng nhau làm thí nghiệm "khoa học tự nhiên" ngay tại lâu đài. Bên cạnh say mê khoa học tự nhiên và là tín đồ của Newton ông cũng nghiên cứu sử học và viết Essay upon the Civil Wars in France (Luận văn về Nội chiến ở Pháp) bằng tiếng Anh. Ông cũng viết về vua Louis XIV, miêu tả về sự lớn mạnh của nền quân sự nước Pháp thời ấy. Với tiểu sử vua Thụy Điển là Karl XII ông bắt đầu quan điểm phản đối tôn giáo của mình. Tuyệt tác này bị Chính phủ Pháp căm ghét, do ông tỏ ra khiếm nhã khi miêu tả về kẻ thù của vua Karl XII là August II, Tuyển hầu tước xứ Sachsen kiêm vua Ba Lan (một trong những đứa con riêng của vua August II là danh tướng Pháp Maurice de Saxe). Ông rất ngưỡng mộ Quốc vương Karl XII, và ấn tượng sâu sắc trong chiến thắng lừng lẫy của ông vua này trước Nga hoàng Pyotr Đại Đế trong trận Narva tại Estonia (1700). Ông cùng bà nữ hầu tước còn cùng nhau nghiên cứu triết học, nhất là siêu hình học. Ông cùng nghiên cứu Kinh thánh và cho rằng cần phân tách nhà thờ ra khỏi nhà nước. Lúc này, vua Friedrich Wilhelm I trị vì nước Phổ, và Hoàng thái tử nước ấy là Friedrich đã làm quen với thiên tài văn học Voltaire. Thái tử Friedrich cũng mê say đọc các tác phẩm của ông. Hai người lần đầu tiên trao đổi thư từ vào năm 1736, Voltaire đã viết thư ca ngợi Thái tử Friedrich sẽ là một vị Quân vương triết học sáng suốt.
Vào năm 1740, khi mới 28 tuổi, Hoàng thái tử Friedrich lên nối ngôi, tức là vua Friedrich II Đại Đế của Vương quốc Phổ. Voltaire có viết thơ ca ngợi cuộc đăng quang của vị tân vương sáng suốt. Tuy vị vua - triết gia tiến hành những cải cách tiến bộ đầu tiên, những bạn hữu của nhà vua như Voltaire đều sớm nhận ra rằng nhà vua còn có mối quan tâm khác ngoài triết học. Nhà vua nhanh chóng xua quân tinh nhuệ đánh chiếm tỉnh Silesia giàu mạnh của Đế quốc Áo láng giềng, và giành thắng lợi. Từ năm 1741 cho đến năm 1745 có hai cuộc chiến tranh Silesia đầu tiên, và nhà vua vẫn trao đổi thư từ với Voltaire.
Sau khi Nữ Hầu tước Émile của Châtelet mất, Voltaire sang Phổ chung sống với nhà vua Friedrich II Đại đế - còn gọi là Friedrich Độc đáo. Nay, trong thư gửi cho bạn hữu của ông tại kinh đô Paris, Voltaire miêu tả thành phố Potsdam là miền cực lạc của triết học, và ca tụng vị vua vĩ đại. Ở Hoàng cung khi ấy có một "căn phòng Voltaire". Mặc dù cuộc sống vương giả nhưng ông vẫn giữ thói chỉ trích của mình và với tác phẩm Diatribe du docteur Akakia (Chỉ trích Tiến sĩ Akkakia; tên đầy đủ Histoire du Docteur Akakia et du Natif de St Malo) mà ông phê phán vị Viện trưởng Viện Hàn lâm Berlin là Maupertius, Voltaire đã khiến vua Friedrich II Đại Đế nổi giận. Ông quay về Pháp nhưng vua Louis XV của Pháp cấm ông trở về thủ đô Paris nên ông quay sang Genève. Tuy ban đầu được đón chào nhưng ông lại viết luận văn chỉ trích triết học của Gottfried Leibniz qua tác phẩm Candide, ou l'Optimisme (Ngay thẳng, hay lạc quan; 1759) và ông lại rời thành phố.
Sau bất hòa vào năm 1753, nhà vua Friedrich II Đại Đế do ngưỡng mộ thiên tài của ông nên đã trao đổi thư từ với ông, lập lại tình bạn. Vào năm 1756, cuộc Chiến tranh Bảy năm bùng nổ, quân Phổ bị quân Áo đập tan tác trong trận Kolín (1757). Nhưng nhà vua nước Phổ sẵn sàng thà chết còn hơn nhượng tỉnh Silesia cho giặc, và Voltaire cho rằng, năm xưa, một tiên vương của Vương triều Brandenburg - Phổ từng bị mất đất đai chiếm được, nhưng vẫn giữ mãi vinh dự lớn lao, và nay, nhà vua vẫn luôn luôn có thể "đóng một vai trò lớn lao ở châu Âu". Nhà vua rất thích lời khuyên này của ông. Vào năm 1758, ông cũng trao đổi thư từ với nhà vua, để tìm hiểu những đức tính cao đẹp của nhà vua. Tương tự vào năm 1760, nhà vua nước Phổ gửi thư cho ông. Đến năm 1762, cuối cùng thì nhà vua đã đại phá quân Áo trong trận đánh tại Freiberg và ký kết Hiệp định Hubertusburg vào năm 1763, giữ vững được toàn bộ đất nước Phổ. Dù có vài vụ chia rẽ đầy tai tiếng, tình bạn giữa hai vĩ nhân này vẫn được giữ vững cho đến khi Voltaire qua đời vào năm 1778. Mở đầu từ thập niên 1730, tình bạn thân thiết của họ, với một loạt thư từ được trao đổi giữa hai bên, kéo dài đến hơn 40 năm trời. Đây là một tình bạn nổi tiếng giữa vị vua nước Phổ và một trong những ngôi sao sáng chói nhất của trào lưu Khai sáng trong nhiều năm.
Sinh thời, Voltaire không những có tình bạn với Quốc vương Friedrich II Đại Đế nước Phổ, mà cũng trao đổi thư từ với Nữ hoàng nước Nga là Ekaterina II Đại Đế. Nữ hoàng thán phục thiên tài văn học và tầm nhìn xa trông rộng của ông, và ông cũng gọi Nữ hoàng là "Nữ vương Semiramis của phương Bắc" (Semiramis là một vị Nữ vương huyền thoại của xứ Assyria xưa). Tuy nhiên, ông không hề nói thế trong những lá thư gửi cho Nữ hoàng Ekaterina II Đại Đế, vì ông có viết vở bi kịch "Sémiramis" kể về một vị Nữ vương giết chồng cướp ngôi. Trong khi Nữ hoàng nước Nga đã soán ngôi của chồng của Nga hoàng Pyotr III vào năm 1762. Ông còn ủng hộ Nữ hoàng đánh đuổi người Thổ Nhĩ Kỳ hung bạo ra khỏi châu Âu và chia cắt Ba Lan vào thập niên 1770. Có lần ông còn gọi Nữ hoàng là Tomyris, theo tên một vị Nữ vương xứ Scythia đã đánh tan tác đại quân Ba Tư của Hoàng đế Cyrus Đại Đế. Ông cũng trao đổi thư từ với nhà ngoại giao người Anh là William Hamilton vào năm 1773.

## Vắn tắt về tác phẩm
Voltaire để lại một di sản các tác phẩm đồ sộ bao gồm tiểu thuyết, kịch, thơ, luận văn và các công trình nghiên cứu khoa học và sử học. Ông còn viết nhiều sách, rất nhiều tờ rơi và trên 20000 thư từ trao đổi. Trong bản anh hùng ca "Henriade" của ông, Voltaire ca ngợi những đức độ của một vị Quân vương sáng suốt, như sống giản dị, chăm lo phát triển kinh tế hay bảo trợ khoa học và nghệ thuật. Vua Phổ Friedrich II Đại Đế đã hăng hái noi theo những lời dạy này. Trong bản anh hùng ca này, ông ca tụng công đức của vua Henri IV năm xưa.

### Tôn giáo
Qua các tác phẩm Voltaire thể hiện quan điểm rằng không cần đức tin để tin vào Chúa. Ông tin vào Chúa nhưng là niềm tin lý tính. Ông cũng phản đối đạo Ki-tô quyết liệt nhưng không nhất quán. Một mặt ông cho rằng Giê-su không tồn tại và các sách Phúc âm là nguỵ tạo nên chứa đầy mâu thuẫn nhưng mặt khác ông lại cho rằng cũng chính công đồng đó đã gìn giữ nguyên bản mà không thay đổi gì để giải thích cho những mâu thuẫn trong các sách Phúc âm. Ông cũng viét nhiều về các chủng thổ dân khác nhau và có quan điểm bài Do thái.

### Triết học
Tác phẩm lớn nhất của ông để lại là Dictionnaire philosophique (Từ điển Triết học) tập hợp nhiều bài viết riêng của ông và các bài ông viết trong Encyclopédie (Bách khoa thư) của Diderot. Trong đó ông phản bác thể chế chính trị đương thời của Pháp, nhà thờ Công giáo, Kinh Thánh và thể hiện văn phong, tính cách riêng của mình, Voltaire. Qua đó ông nhấn mạnh vai trò của tôn giáo lý tưởng là giáo dục đạo đức chứ không phải giáo điều.
Ông đồng ý với luận điểm của Isaac Newton và John Locke. Ông cũng phản bác chế độ thuộc địa của Pháp ở Bắc Mỹ.

## Ảnh hưởng
Nhà văn Voltaire xem giai cấp tư sản Pháp quá nhỏ bé và yếu ớt, giai cấp quý tộc thì tham nhũng và ăn bám, còn người dân thường thì dốt nát và mê tín, và nhà thờ thì giúp thêm cho các nhà cách mạng bằng thuế thập phân. Do ông xem phần lớn con người là những kẻ đểu giả và ngu dốt, ông bỉ bác nguồn gốc của con người, khác với nhà văn Rousseau mong muốn đưa con người trở về với tự nhiên.
Voltaire cũng không tin tưởng ở chế độ dân chủ mà ông xem là chỉ tuyên truyền những tôn sùng của quần chúng. Theo ông chỉ tin những vị vua theo chủ nghĩa Khai sáng chuyên chế với sự hỗ trợ của các nhà triết học như ông mới có thể dẫn tới sự thay đổi vì chỉ với những tính toán lợi ích hợp lý của nhà vua mới mang lại quyền lợi và thịnh vượng cho vương quốc và thần dân. Trong thư gửi Nữ hoàng Ekaterina II Đại Đế nước Nga và vua Friedrich II Đại Đế nước Phổ ông nhấn mạnh đến vai trò của quân đội và sử dụng vũ lực để "mang lại trật tự" như ông viết ủng hộ việc chia tách Vương quốc Ba Lan và Đại Công quốc Litva. Không những thế, ông cũng kêu gọi vua Friedrich II Đại Đế phát binh đánh người Thổ Nhĩ Kỳ bạo ngược, nhưng vua từ chối. Số là vua đã phải hứng chịu cuộc Chiến tranh Bảy năm tàn khốc, nay chiến tranh kết thúc, vua gửi thư cho Voltaire:
| “                     | Hãy để cho chúng ta được sống, và làm ơn để người khác được sống. | ” |
| — Friedrich II Đại Đế |                                                                   |   |

Và khi Voltaire ca ngợi vua Karl XII "lên đến mây xanh" dù ông "chẳng biết tí tẹo gì" về quân sự, vua Friedrich II Đại Đế cũng thể hiện trải nghiệm của mình sau chiến tranh qua việc không ngưỡng mộ vua Karl XII cho lắm. Nhưng Voltaire cũng phản đối việc sử dụng vũ lực để giải quyết các vấn đề tranh chấp như trong Dictionnaire philosophique ông xem chiến tranh là "cỗ máy địa ngục" và người sử dụng chúng là "những kẻ giết người ngu ngốc". Voltaire còn được nhớ đến như một người tranh đấu cho quyền tự do cá nhân, tự do tôn giáo trong đó có quyền được xét xử công bằng và vạch rõ sự giả dối và không công bằng của chế độ ba đẳng cấp.
Voltaire sống hai mươi năm cuối đời ở Ferney và mất ở Paris. Một số tài liệu ghi chép lại, trong những giây phút cuối đời Voltaire đã phát ra những tiếng thét đáng sợ mà không ai hiểu được. Theo lời kể lại của người giúp việc trong nhà ông thì Voltaire đã nhìn thấy những hình ảnh ghê rợn. Những lời nói cuối cùng của ông là: "Vì Thiên Chúa, xin để cho tôi chết trong bình yên." Nay Ferney được đặt theo tên ông là Ferney-Voltaire. Lâu đài ông ở giờ là bảo tàng L'Auberge de l'Europe còn toàn bộ thư viện của ông vẫn được giữ nguyên tại bảo tàng quốc gia Nga tại Sankt-Peterburg. Đại thi hào người Đức là Johann Wolfgang von Goethe đã gọi ông là "nhà văn xuất sắc nhất mọi thời đại". Không những thế, ông cũng được đánh giá là một trong những thiên tài sử học lỗi lạc nhất.

## Câu nói và trích dẫn
- "Jamais vingt volumes in-folio ne feront de révolution; ce sont les petits livres portatifs à trente sous qui sont à craindre. Si l'Évangile avait coûté douze cents sesterces, jamais la religion chrétienne ne se serait établie." (Lettre à d'Alembert, 5 tháng 4 năm 1766)
"Hai mươi tập sách khổ lớn không bao giờ làm nổi một cuộc cách mạng; chính những quyển sách nhỏ giá ba mươi xu mới thực sự đáng sợ. Nếu Sách Phúc Âm có giá là một ngàn hai trăm sestertius (tiền La Mã) thì Kitô giáo có lẽ sẽ không bao giờ phát triển như ngày nay."
- "La nôtre [religion] est sans contredit la plus ridicule, la plus absurde, et la plus sanguinaire qui ait jamais infecté le monde."[37] (Thư gửi Friedrich II của Phổ, ngày 5 tháng 1 năm 1767)
" [Tôn giáo] của chúng ta [Kitô giáo] là tôn giáo lố bịch nhất, vô lý nhất và đẫm máu nhất làm nhiễm độc thế giới."
- "Dans les commencements de la fondation des Quinze-Vingts......aux sourds de juger de la musique." (Petite digression)
"Khi mới thành lập bệnh viện Quinze-Vingts......những kẻ điếc bình phẩm về âm nhạc."
- "Il vaut mieux hasarder de sauver un coupable plutôt que de condamner un innocent." (Zadig)
"Thà mạo hiểm cứu vớt một kẻ phạm tội còn hơn lên án một người vô tội."
- "Que répondre à un homme qui vous dit qu'il aime mieux obéir à Dieu qu'aux hommes et qui, en conséquence, est sûr de mériter le ciel en vous égorgeant?" (Dictionnaire philosophique, mục từ "Fanatisme")
"Trả lời thế nào đối với một người nói với bạn rằng anh ta tuân phục Chúa hơn là với người khác và cho rằng anh ta chắc chắn sẽ được lên thiên đàng khi cắt cổ bạn?"
- "Je commence mon nom, vous finissez le vôtre." (Voltaire s'adressant au chevalier de Rohan)
"Tôi bắt đầu bằng tên của tôi, ngài kết thúc bằng tên của ngài."
- "Le fanatique aveugle, et le chrétien sincère 
Ont porté trop souvent le même caractère;
Ils ont même courage, ils ont mêmes désirs.
Le crime a ses héros, l'erreur a ses martyrs.
Du vrai zèle et du faux vains juges que nous sommes!
Souvent les scélérats ressemblent aux grands hommes."
(La Henriade, chương 5, trang 169-202)
"Kẻ cuồng tín mù quáng, cùng tín đồ Cơ Đốc thành thật
Đều mang cùng tính cách;
Họ đều can đảm, đều có cùng ham muốn.
Tội ác có anh hùng của nó, sai lầm có tử sĩ của nó.
Lòng nhiệt thành và vô vọng là những gì chúng ta có!
Thường những kẻ côn đồ giống các vĩ nhân."
- "Nous laisserons ce monde-ci aussi sot et aussi méchant que nous l'avons trouvé en y arrivant." (được trích bởi Schopenhauer)
"Chúng ta sẽ để lại một thế giới điên rồ và tàn ác như khi chúng ta được biết khi bước vào trước đó."
- "Quelques arpents de neige": ainsi Voltaire désigna-t-il les terres françaises du Canada donnant des arguments à ceux qui préféraient que la France les cède à l'Angleterre. Rappelons qu'à l'époque toute la Louisiane - bien plus grande que l'actuel État de Louisiane - était française et dotée d'un climat bien plus clément.
"Một vài mẫu đất phủ băng tuyết": đó là cách mà Voltaire gọi những vùng đất Canada thuộc Pháp khi ông đưa ra lập luận đối với những người muốn nước Pháp nhượng lại cho Đế quốc Anh. Lưu ý là vào thời điểm đó, toàn bộ vùng đất Louisiana - rộng hơn bang Louisiana hiện tại - là còn thuộc Pháp và có khí hậu ôn hoà hơn.
- "Les beaux esprits se rencontrent."
"Những tư tưởng lớn thường gặp nhau."
- "Un dictionnaire sans citations est un squelette."
"Một từ điển không có các câu trích dẫn chỉ là một khung xương."
- "L'écriture est la peinture de la voix."
"Viết lách chính là hội họa của phát ngôn."
- "On peut juger du caractère des hommes par leurs entreprises."
"Có thể đánh giá tính cách của đàn ông thông qua sự mạo hiểm dấn thân của họ.
- "Si Dieu n'existait pas, il faudrait l'inventer."
"Nếu Chúa không tồn tại thì cần phải phát minh ra ông ta."
- "Soyez des immeubles effondrés de mensonges."
"Hãy đập tan toà nhà của sự dối trá."
- "Providence has given us hope and sleep as a compensation for many cares of life."
"Thượng đế ban cho chúng ta hy vọng và giấc ngủ để đền bù cho những nỗi lo lắng của cuộc đời.
- "He who thinks himself wise; Oh Heavens! Is a great fool."
"Kẻ nào nghĩ mình là khôn ngoan thì, trời hỡi! Hắn là một tên đại ngốc."

## Tác phẩm

### Triết học

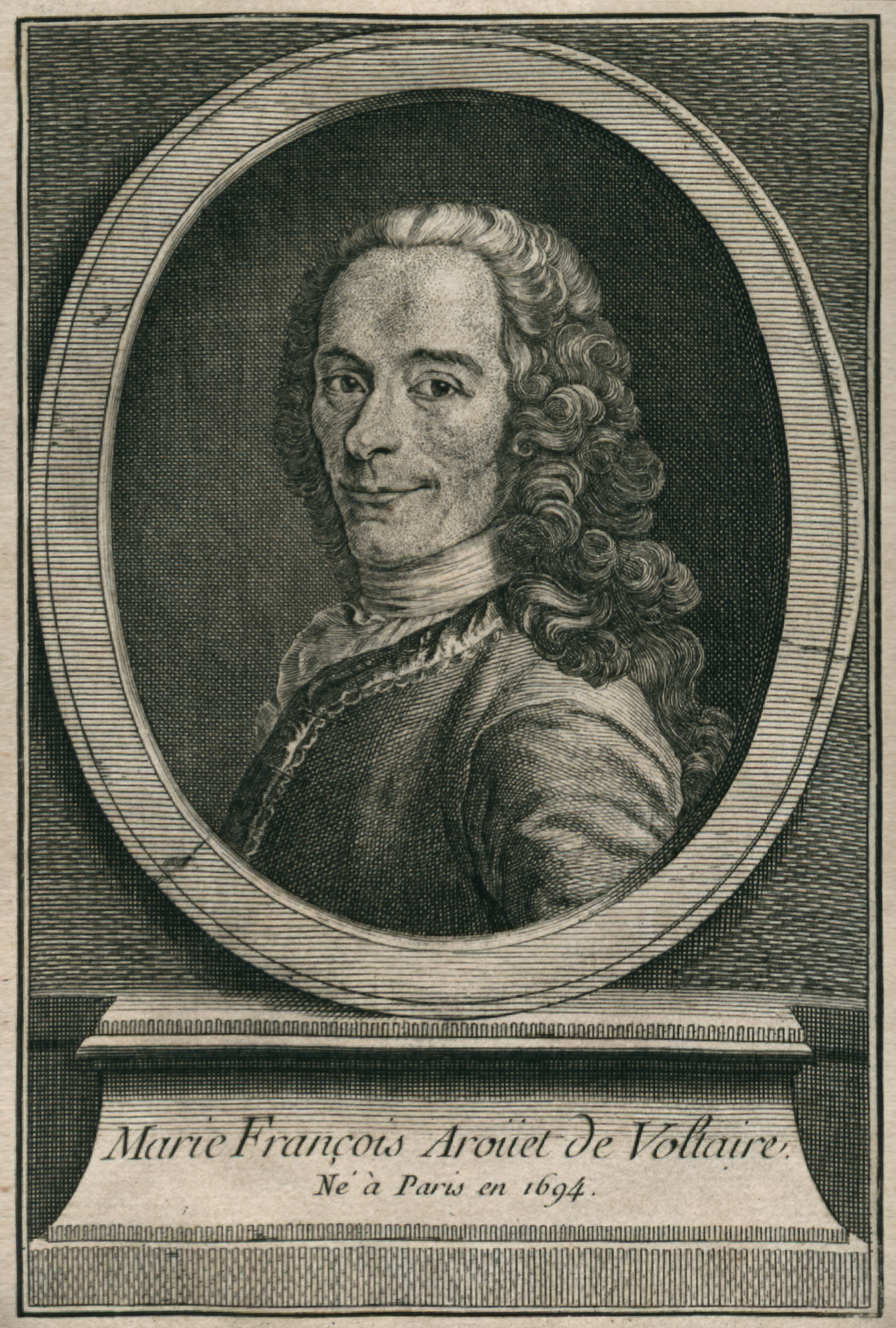
Elémens de la philosophie de Neuton, 1738

- Những lá thư triết học (London, 1733) (French version entitled Lettres philosophiques sur les Anglais, Rouen, 1734), revised as Letters on the English (circa 1778)
- Le Mondain (1736)
- Luận bàn về con người (1738)
- Zadig hay số phận (1747)
- Micromégas (1752)
- Trẻ mồ côi của nước Trung Hoa (1755).
- Candide hay chủ nghĩa lạc quan (1759)
- Khảo sát về sự dung thứ (1763)
- Ce qui plaît aux dames (1764)
- Từ điển Triết học (1764)
- L'Ingénu (1767)
- Công chúa của thành Babylone (1768)
- Bức thư cho tác giả của cuốn sách của ba kẻ lường gạt (1770)

### Kịch
Voltaire viết khoảng 50-60 vở kịch, trong đó có một số chưa được xuất bản. Trong số đó có:
- Œdipe (1718)
- Mariamne (1724)
- Zaïre (1732)
- Eriphile (1732)
- Irène
- Socrates
- Mahomet
- Mérope
- Nanine
- The Orphan of China (1755)[38][39]

### Lịch sử
- History of Charles XII, King of Sweden (1731)
- The Age of Louis XIV (Thời đại của vua Louis XIV, 1751)
- The Age of Louis XV (Thời đại của vua Louis XV, 1746–1752)
- Biên Niên Sử của Đế quốc – từ Hoàng Đế Charlemagne tới Vua Henry VII, Vol. I (1754)
- Biên Niên Sử của Đế quốc - từ Louis của Bavaria đến Ferdinand II Vol. II (1754)
- Essay on the Manners of Nations (or 'Universal History') (1756)
- Lịch sử của Đế quốc Nga dưới thời Đại Đế Peter (Vol. I 1759; Vol. II 1763)
- History of the Parliament of Paris (1769)[40]

### Tiếng Pháp
- René Pomeau, La Religion de Voltaire, Librairie Nizet, Paris, 1974.
- Valérie Crugten-André, La vie de Voltaire
- Morley, J., The Works of Voltaire, A Contemporary Version, (21 vol 1901), online edition Lưu trữ ngày 27 tháng 7 năm 2011 tại Wayback Machine